# Nacho's

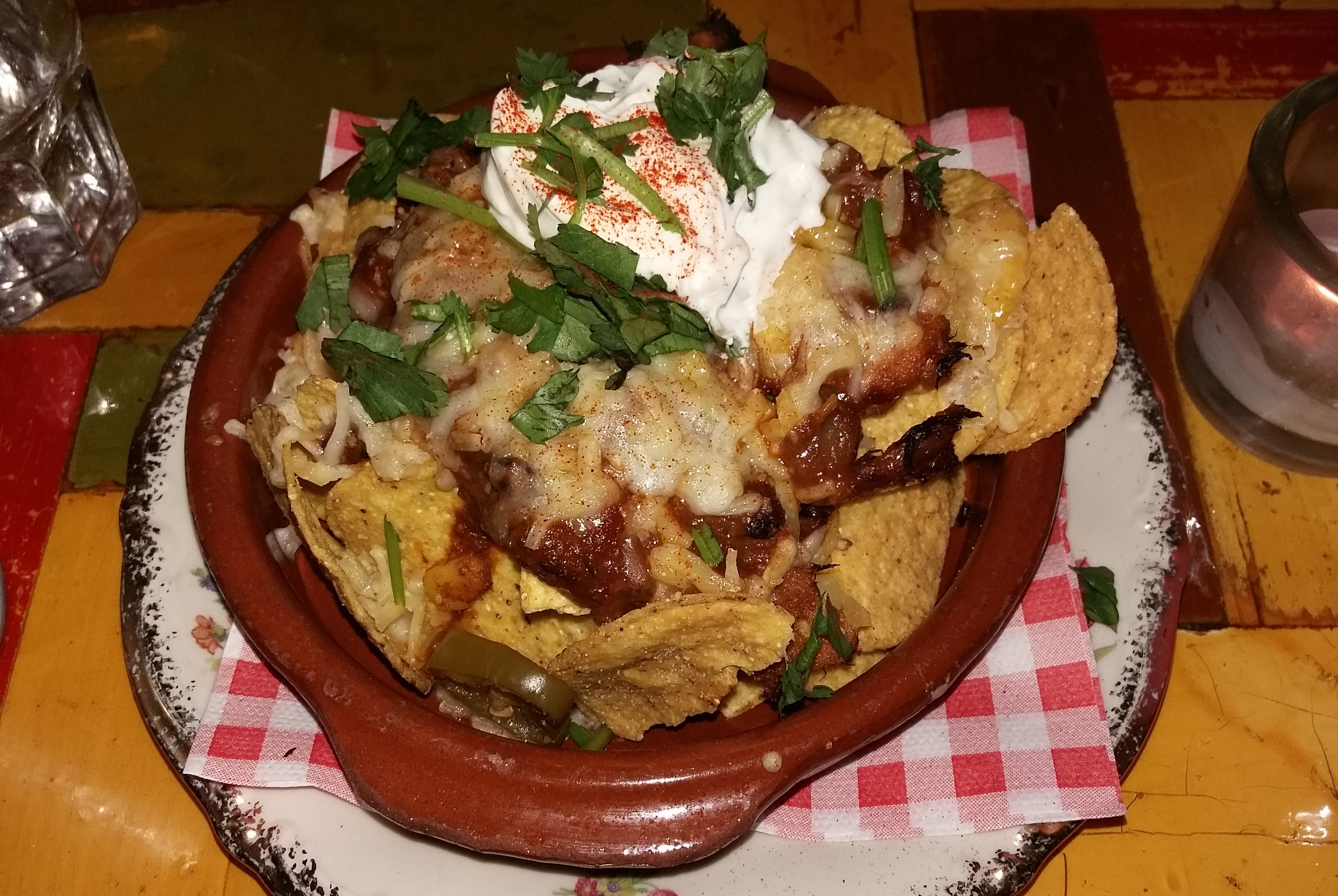
Nacho's met vlees, kaas en room

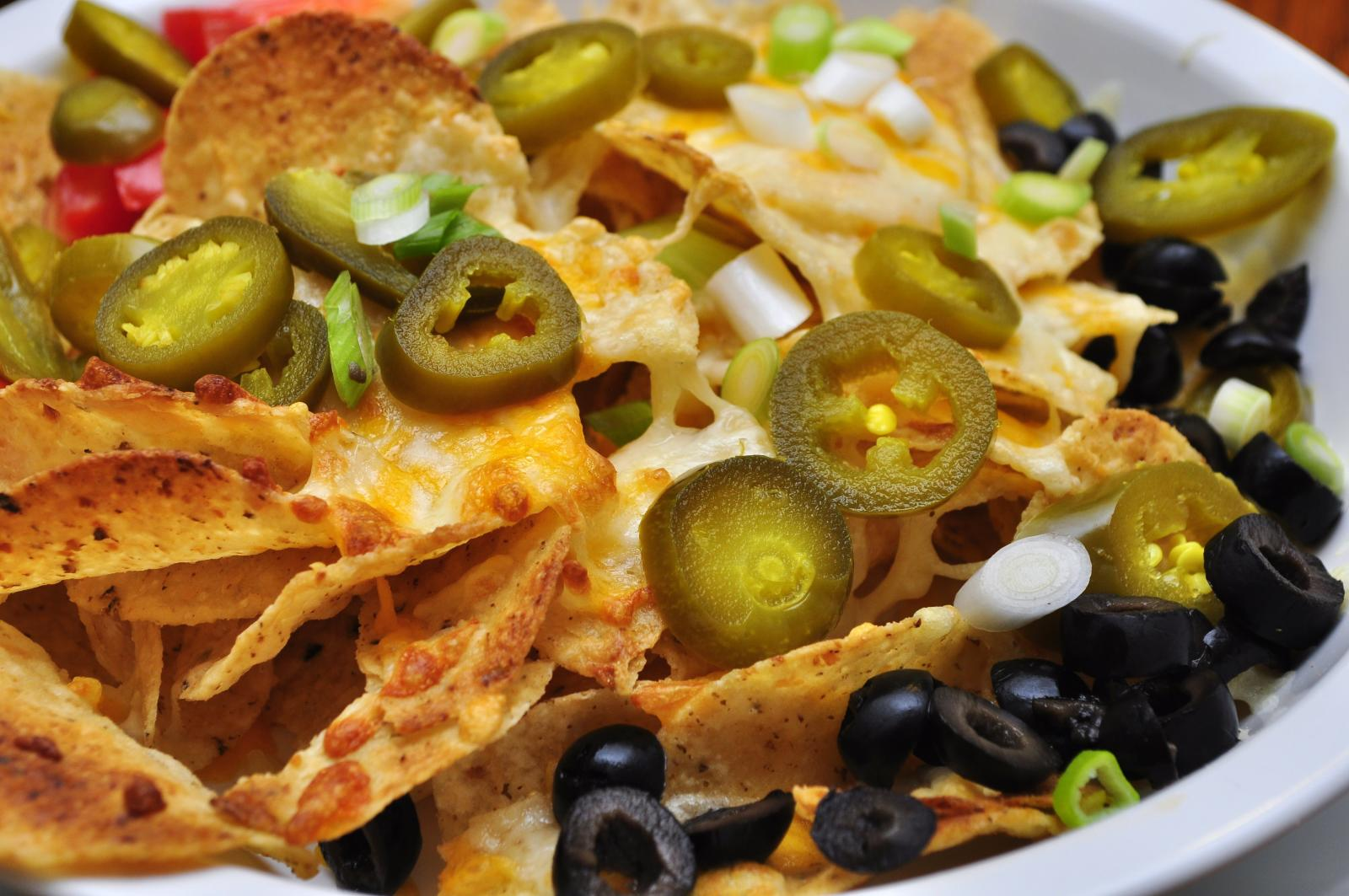
Close-up van nacho's met jalapeño, zwarte olijven en ui

Nacho's zijn een gerecht uit de tex-mexkeuken. Ze worden zowel als hoofdgerecht als bij wijze van snack gegeten.
Het gerecht bestaat uit tortillachips, bedekt met jalapeño en daar overheen kaas, soms vlees (meestal gehakt). Er zijn ook andere ingrediënten mogelijk, zoals ui, tomaten, olijven, chorizo, maïs en bonen. Het gerecht wordt vervolgens in de pan of oven verwarmd.
Het gerecht werd voor het eerst in 1943 in de Victoria Club bereid door de Mexicaanse ober Ignacio Anaya, die 'Nacho' werd genoemd. Het bestond uit stukjes tortilla, jalapeño en kaas.